# IAAF World Challenge 2018
Lo IAAF World Challenge 2018 è la nona edizione dello IAAF World Challenge, circuito di meeting internazionali di atletica leggera organizzati dalla IAAF.

## Meeting
| Meeting                            | Città             | Nazione     | Data          | Resoconto |
| ---------------------------------- | ----------------- | ----------- | ------------- | --------- |
| Jamaica International Invitational | Kingston          | Giamaica    | 19 maggio     | resoconto |
| Golden Grand Prix                  | Osaka             | Giappone    | 20 maggio     | resoconto |
| FBK Games                          | Hengelo           | Paesi Bassi | 3 giugno      | resoconto |
| Paavo Nurmi Games                  | Turku             | Finlandia   | 5 giugno      | resoconto |
| Golden Spike Ostrava               | Ostrava           | Rep. Ceca   | 13 giugno     | resoconto |
| Meeting de Atletismo Madrid        | Madrid            | Spagna      | 22 giugno     | resoconto |
| Grande Prêmio Brasil de Atletismo  | Bragança Paulista | Brasile     | 8 luglio      | resoconto |
| ISTAF Berlin                       | Berlino           | Germania    | 2 settembre   | resoconto |
| Hanžeković Memorial                | Zagabria          | Croazia     | 3-4 settembre | resoconto |